# Gloster Meteor
Gloster Meteor là loại máy bay tiêm kích phản lực đầu tiên của Anh, và cũng là máy bay phản lực đầu tiên và duy nhất của quân Đồng minh hoạt động trong Chiến tranh thế giới II. Được George Carter thiết kế, cất cánh lần đầu năm 1943 và bắt đầu đưa vào hoạt động 27/7/1944 trong Phi đội 616 của Không quân Hoàng gia (RAF). Gloster Meteor không phải là một máy bay có thiết kế khí động học tốt nhưng đội thiết kế Gloster đã thành công việc thiết kế ra một loại máy bay tiêm kích phản lực phục vụ trong RAF và không quân các quốc gia khác trong vài thập kỷ. Meteor của Không quân Hoàng gia Australia đã tham chiến trong Chiến tranh Triều tiên, và tiếp tục phục vụ trong biên chế các lực lượng không quân cho đến thập niên 1970. 2 chiếc Meteor có số hiệu WL419 và WA638 hiện vẫn đang được sử dụng để thử nghiệm ghế phóng tại công ty Martin-Baker.

## Thiết kế và phát triển
Việc phát triển một mẫu máy bay tiêm kích trang bị động cơ phản lực được thực hiện vào năm 1940 tại công ty của Ngài Frank Whittle có tên là Power Jets và Công ty máy bay Gloster. George Carter làm tổng công trình sư của dự án Gloster, đã trình bày đề xuất ban đầu cho một loại máy bay tiêm kích phản lực hai động cơ vào tháng 8-1940. Gloster đã nhận được lệnh sản xuất 12 nguyên mẫu (sau đó giảm xuống còn 8) trong Bản quy cách F9/40 vào 7/2/1941. Máy bay phản lực đầu tiên của Anh là nguyên mẫu Gloster E28/39 trang bị 1 động cơ, thực hiện chuyến bay đầu tiên vào ngày 15/5/1941. Một khuyến nghị về việc sản xuất 300 chiếc máy bay tiêm kích mới đặt tên là Thunderbolt, đã được đệ trình vào 21/6 nhưng để tranh nhầm lẫn với loại P-47 Thunderbolt của USAAF, tên gọi đã được thay đổi thành Meteor.
Meteor có cấu trúc hoàn toàn bằng kim loại với bộ càng có 3 bánh, cánh thẳng, động cơ phản lực đặt giữa các cánh, có cánh đuôi đặt cao.
8 nguyên mẫu đầu tiên được chế tạo, nhưng việc chậm trễ trong việc phê chuẩn kiểu động cơ đã dẫn tới các thử nghiệm bị chậm tiến độ. Nguyên mẫu thứ 5 có mã DG206, trang bị hai động cơ de Havilland Halford H.1 do các vấn đề xảy ra đối với động cơ dự định trang bị là loại Whittle W.2, đã bay lần đầu vào ngày 5/3/1943 tại RAF Cranwell, do phi công Michael Daunt điều khiển. Việc phát triển máy bay sau đó chuyển tới cho Newmarket Heath và sau đó được đặt tại Moreton Valence. Máy bay trang bị động cơ Whittle đầu tiên có mã DG205/G, cất cánh ngày 12/6/1943 (nó đã bị rơi ngay sau khi cất cánh vào ngày 27/4/1944) và tiếp sau đó là DG202/G bay ngày 24/7. DG202/G sau đó được sử dụng cho các thử nghiệm trên tàu sân bay HMS Pretoria Castle. DG203/G thực hiện chuyến bay đầu tiên vào ngày 9/11/1943 nhưng cuối cùng lại được sử dụng làm giáo cụ giảng dạy dưới mặt đất. DG204/G (trang bị động cơ Metrovick F.2) bay lần đầu 13/11/1943 và bị rơi ngày 1/4/1944. DG208/G bay ngày 20/1/1944, các vấn đề thiết kế chính đã được khắc phục ở nguyên mẫu này và thiết kế sản xuất được phê duyệt. DG209/G được sử dụng để thử nghiệm tĩnh động cơ cho hãng Rolls-Royce, bay lần đầu ngày 18/4/1944, trong khi DG207/G dự định để làm cơ sở cho Meteor F.2 trang bị động cơ de Havilland, cất cánh ngày 24/7/1945, sau đó Meteor 3 được sản xuất còn F.2 bị hủy bỏ.
Ngày 12/1/1944, chiếc Meteor F.1 đầu tiên có số hiệu EE210/G, đã cất cánh từ Moreton Valence. Về cơ bản nó giống với các nguyên mẫu thuộc bản quy cách kỹ thuật F9/40 và thêm vào 4 khẩu pháo 20 mm (.79 in) Hispano Mk V đặt ở mũi và một số thay đổi ở kính buồng lái để cải thiện tầm nhìn chung. Để phù hợp với Meteor F.1, động cơ đã được chuyển sang thiết kế Whittle W.2 của Rolls-Royce. Động cơ phản lực W.2B/23C tạo lực đẩy 1,700 lbf (7.58 kN), cho phép máy bay đạt tốc độ tối đa 417 mph (670 km/h) trên độ cao 3,000 m và có tầm hoạt động 1,610 km. Meteor Mk.I có sải cánh dài hơn, trọng lượng rỗng là 8,140 lb (3,823 kg) và có trọng lượng cất cánh tối đa đạt 13,795 lb (6,270 kg). Chiếc máy bay này sau đó được gửi tới Mỹ, tại đây nó bay lần đầu tại Sân bay lục quân Muroc ngày 15/4/1944. Meteor F.1 gặp vấn đề điển hình của những chiếc máy bay phản lực thời kỳ đầu đó là các vấn đề về cân bằng ở vận tốc cận âm.

## Lịch sử hoạt động
20 chiếc Gloster Meteor đầu tiên đã được giao cho Không quân Hoàng gia vào ngày 1/6/1944; 1 chiếc khác cũng được chuyển tới Mỹ để đổi lấy 1 chiếc Bell YP-59A Airacomet nhằm thực hiện các thử nghiệm đánh giá so sánh tính năng giữa hai loại máy bay này.
Phi đoàn số 616 RAF là đơn vị đầu tiên nhận được 14 chiếc Meteor trong số 20 chiếc đầu tiên. Phi đoàn này có căn cứ tại RAF Culmhead, Somerset và trước đó cũng được trang bị loại máy bay Spitfire VII. Sau một khóa huấn luyện chuyển loại máy bay tại Farnborough cho 6 phi công hàng đầu, chiếc máy bay đầu tiên được chuyển giao tới Culmhead vào ngày 12/7/1944. Sau đó phi đoàn này cùng với 7 chiếc Meteor đã chuyển tới RAF Manston vào ngày 21/7/1944 ớ phía đông bờ biển Kent và trong một tuần, 30 phi công trong phi đoàn cũng đã được chuyển loại sang lái Meteor.
Meteor ban đầu được sử dụng để đánh chặn bom bay V-1 của Đức quốc xã. Phi đoàn 616 trang bị Meteor tham chiến lần đầu tiên vào ngày 27/7/1944, 3 chiếc đã hoạt động ở vùng Kent. Đây là những nhiệm vụ sẵn sàng chiến đấu đầu tiên của Meteor (và của Không quân Hoàng gia). Sau một số vấn đề, đặc biệt là kẹt súng, vào ngày 4/8, Meteor đã bắn hạ 2 quả V-1. Đến cuối chiến tranh, Meteor đã bắn hạ 14 quả bom bay.
Sau khi mối đe dọa từ V-1 kết thúc, người Đức đã sử dụng loại tên lửa đường đạn V-2, RAF đã cấm Meteor F.1 bay thực hiện nhiệm vụ chiến đấu trên vùng đất bị Đức chiếm đóng do sợ một trong số những chiếc Meteor có thể bị bắn hạ và sau đó có thể lọt vào tay quân Đức. Phi đoàn 616 nhanh chóng chuyển tới RAF Debden để cho phép các tổ lái máy bay ném bom của USAAF có kinh nghiệm khi đối mặt với máy bay địch trang bị động cơ phản lực trước khi chuyển tới Colerne, Wiltshire.

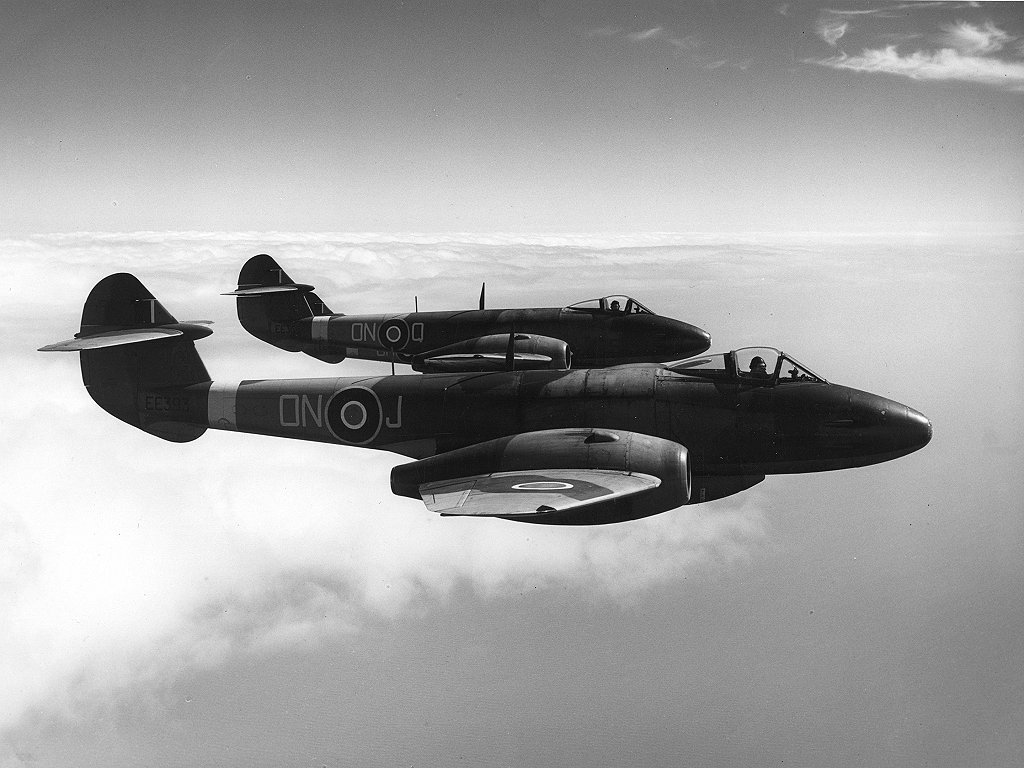
Gloster Meteor F.3

Phi đoàn 616 sau đó đã đổi những chiếc F.1 sang những chiếc Meteor F.3 đầu tiên vào ngày 18/12/1944. Đây là một sự tiến bộ đáng kể so với dấu hiệu trước đó, dù thiết kế cơ bản vẫn chưa đạt được đến tiềm năng của nó. Mẫu máy bay mới đã có phần thân mới, phần mũi và phần cánh đuôi dài hơn, giúp máy bay cân bằng hơn khi bay ở tốc độ cao. Phần thân mới và dài hơn không chỉ khắc phụ được các vấn đề về hệ số nén mà còn tăng vận tốc lên thêm 120 km/h (75 mph) mà không cần nâng cấp động cơ. F.3 cũng có động cơ Rolls-Royce Derwent mới, tăng khả năng chứa nhiên liệu, vòm kính che buồng lái kiểu nổi bọt mới khỏe hơn.
Ngày 20/1/1945, 4 chiếc Meteor đã chuyển tới Melsbroek tại Bỉ. Vào tháng 3, toàn bộ phi đoàn đã chuyển tới Gilze-Rijen và đến tháng 4 thì chuyển tới Nijmegen. Những chiếc Meteor đã thực hiện các chuyến bay trinh sát quân sự và các hoạt động tấn công mặt đất mà không gặp phải bất kỳ máy bay tiêm kích phản lực nào của Đức. Cuối tháng 4, phi đoàn 616 chuyển tới đóng quân tại Faßberg, Đức và chịu tổn thất đầu tiên khi 2 phi công va vào nhau trong điều kiện tầm nhìn kém. Khi kết thúc chiến tranh, những chiếc Meteor đã tiêu diệt 46 máy bay của Đức.
Thay đổi quan trọng tiếp theo là Meteor F.4, phiên bản này được sản xuất năm 1946, cùng thời gian đó đã có 16 phi đoàn của RAF được trang bị Meteor. Mẫu thử F.4 đầu tiên bay ngày 17/5/1945. F.4 được trang bị động cơ Rolls-Royce Derwent 5 (một phiên bản nhỏ hơn của loại động cơ Nene nổi tiếng), cánh ngắn hơn 86.4 cm so với F.3 và đầu cánh cùn (bắt nguồn từ các nguyên mẫu đạt kỷ lục thế giới về tốc độ), khung thân khỏe hơn, buồng lái cân bằng áp suất, cánh nhỏ của máy bay nhẹ hơn (để tăng khả năng cơ động) và đuôi lái đã được cải tiến nhằm khắc phục vấn đề mất ổn định khi máy bay lộn vòng. F.4 cũng có thể trang bị một thùng nhiên liệu bỏ được dưới mỗi cánh trong khi các thử nghiệm đã được thực hiện với các mẫu máy bay có giá treo dưới cánh và khung thân dài hơn. F.4 có vận tốc nhanh hơn 170 mph (270 km/h) so với F.1 ở độ cao trên mực nước biển (585 so với 415), dù cánh ngắn hơn làm giảm tốc độ lên cao của nó.

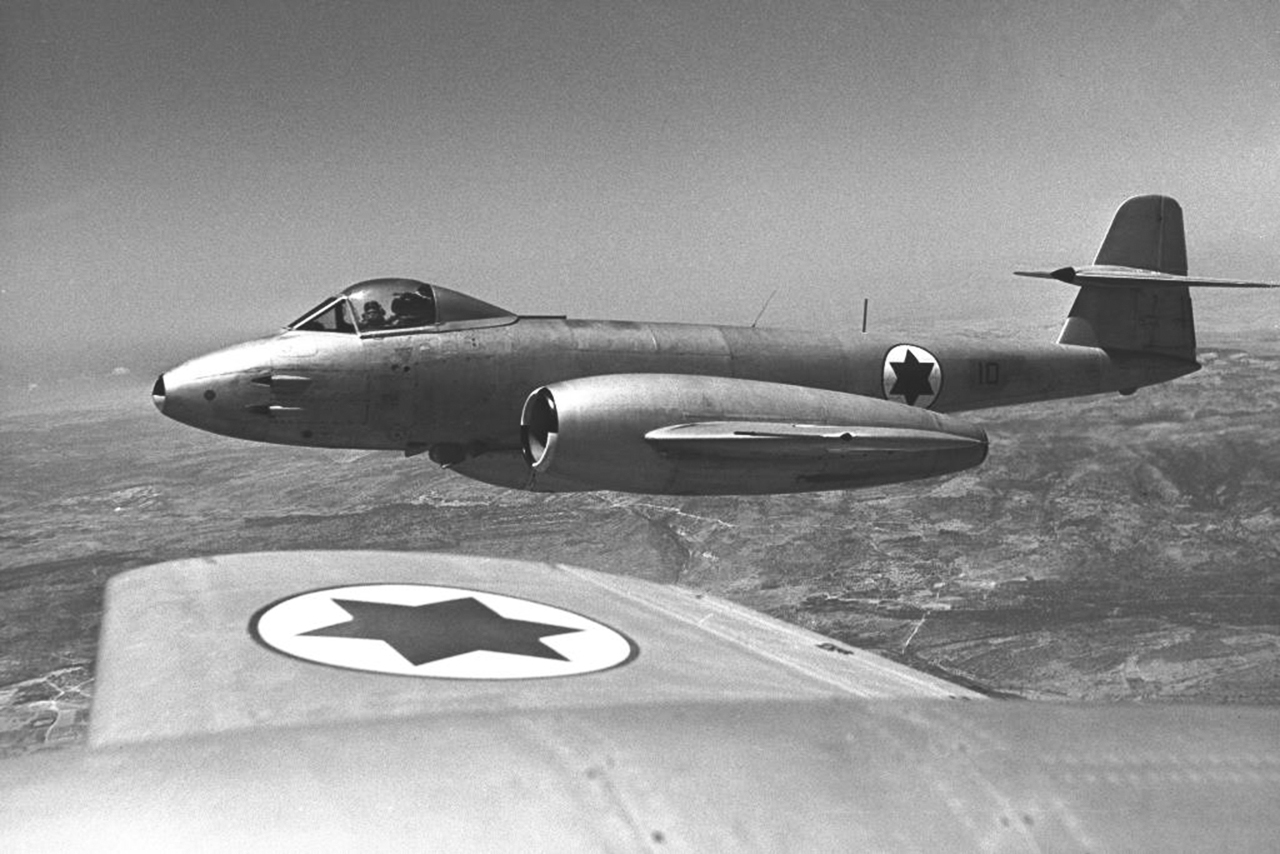
Một chiếc Gloster Meteor của Không quân Israel năm 1954

Do nhu cầu tăng lên, việc sản xuất F.4 đã được chia ra giữa nhà máy Gloster và nhà máy Armstrong Whitworth ở Baginton. Đa số những chiếc F.4 ban đầu không trang bị trực tiếp cho RAF: 100 chiếc được xuất khẩu sang Argentina (được sử dụng ở cả hai phía trong cuộc cách mạng 1955, 1 chiếc bị rơi ngày 19/9/1955), trong khi vào năm 1947, chỉ có các phi đoàn số 74 và 222 của RAF được trang bị đủ F.4. Thêm 9 phi đoàn của RAF được nâng cấp trang bị vào năm 1948. Từ năm 1948, 38 chiếc F.4 đã được xuất khẩu tới Hà Lan, chúng được trang bị cho 4 phi đoàn (322, 323, 326 và 327) đóng quân tại Soesterberg và Leeuwarden cho đến giữa thập niên 1950. Năm 1949, chỉ có 2 phi đoàn RAF được chuyển đổi sang loại F.4, Bỉ cũng mua 48 chiếc trong cùng năm (trang bị cho phi đoàn 349 và 350 tại Beauvechain) và Đan Mạch nhận 20 chiếc trong giai đoạn 1949-50. Năm 1950, thêm 3 phi đoàn RAF nữa được nâng cấp, trong đó có phi đoàn số 616 và năm 1951 thêm 6 phi đoàn nữa. Năm 1950, Ai Cập đã đặt mua 20 chiếc F.4.

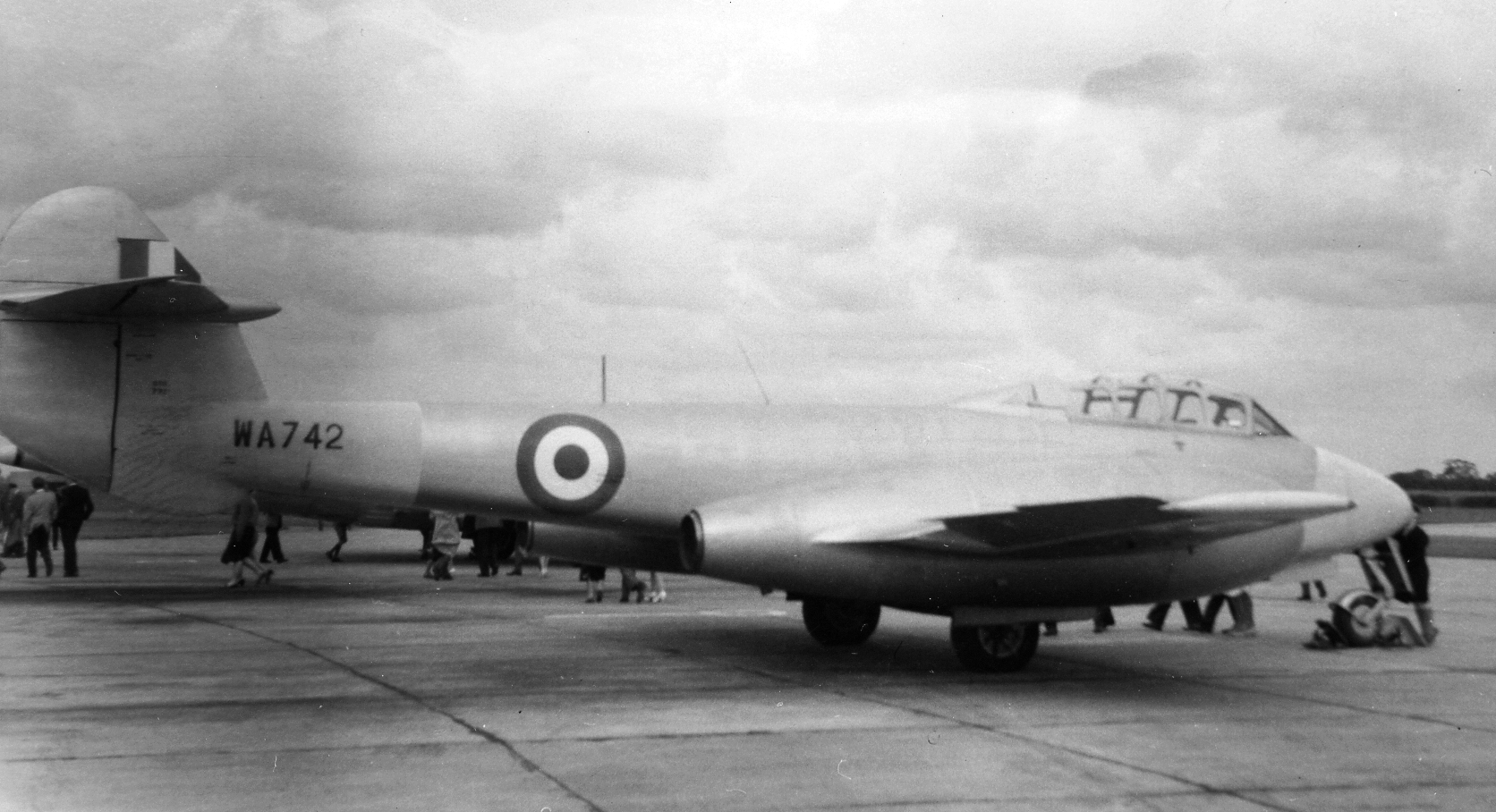

Một mẫu F.4 sửa đổi 2 chỗ cho mục đích huấn luyện cao cấp và chuyển đổi phi công lái máy bay phản lực được thử nghiệm vào năm 1949 với tên mã T.7. Nó được chấp nhận trang bị cho RAF và Không quân Hải quân, và trở thành một bổ sung phổ biến cho các gói xuất khẩu khác nhau (ví dụ như 43 chiếc bán cho Bỉ giai đoạn 1948-57, 43 chiếc cho Hà Lan giai đoạn 1948-57, 2 chiếc cho Syria năm 1952, 6 chiếc cho Israel năm 1953,..). Dù nó có hạn chế là buồng lái không được điều áp, không có vũ khí, thiết bị đo đạc của giáo viên hướng dẫn bị giới hạn nhưng vẫn có trên 650 chiếc T.7 được chế tạo.
Vì các máy bay tiêm kích phản lực cải tiến đã bắt đầu xuất hiện, hãng Gloster quyết định thiết kế lại F.4 để kéo dài thời hạn sử dụng, trong khi cố gắng giữ lại càng nhiều công cụ sản xuất F.4 càng tốt. Kết quả của quyết định này là phiên bản Meteor F.8 (G-41-K), phiên bản này đóng vai trò như một máy bay tiêm kích một chỗ quan trọng của Không quân Hoàng gia cho đến khi các loại Hawker Hunter và Supermarine Swift được đưa vào hoạt động.
Nguyên mẫu F.8 đầu tiên là một chiếc F.4 được sửa đổi cải tiến theo một nguyên mẫu thật có tên gọi VT150, nó cất cánh ngày 12/10/1948 tại Moreton Valence. Thử nghiệm bay của nguyên mẫu F.8 dẫn đến việc phát hiện một vấn đề khí động: khi bắn đạn, đuôi máy bay nặng hơn và không ổn định quanh trục ngang (pitch axis) do trọng lượng của nhiên liệu còn lại trong thùng chứa ở thân không giữ được thăng bằng. Các kỹ sư thiết kế của Gloster giải quyết vấn đề trên bằng cách thay thế cánh đuôi trên mẫu tiêm kích phản lực 1 động cơ "G 42". F.8 và các biến thể sản xuất khác đã thành công khi sử dụng thiết kế đuôi mới; đuôi mới mang lại cho những chiếc Meteor sau này đặc điểm dễ nhận dạng hơn, với rìa cánh thẳng cao hơn so với rìa tròn của F.4 và các phiên bản trước đó.

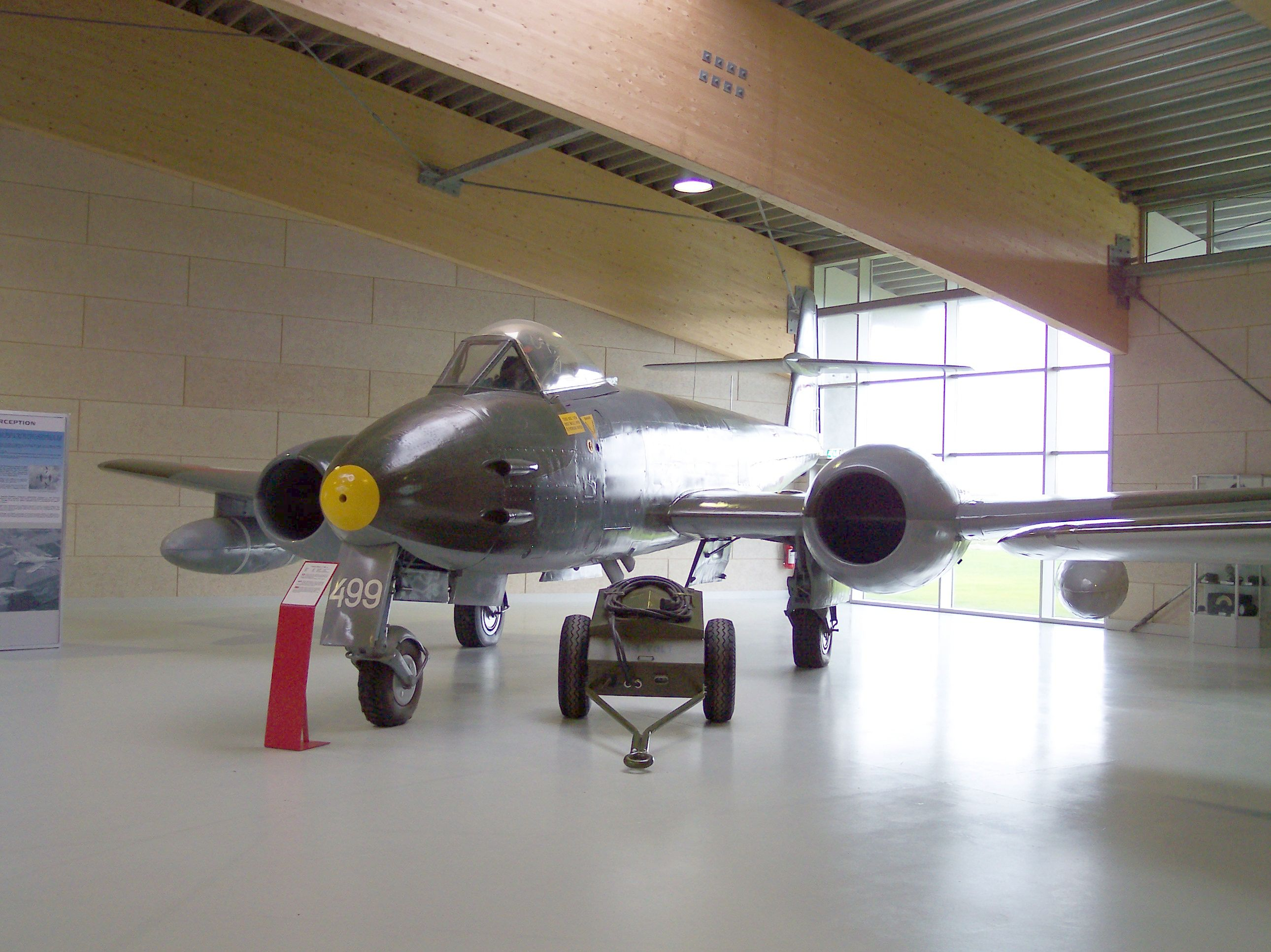
Gloster Meteor F.8

F.8 cũng có thân dài hơn 76 cm (30 inch), nhằm dịch trọng tâm của máy bay và loại bỏ vật giữ thăng bằng mà các phiên bản ban đầu đều cần tới. F.8 cũng được nâng cấp động cơ loại Derwent 8, lực đẩy 16 kN (1,633 kgp / 3,600 lbf) mỗi chiếc, cùng với cấu trúc được gia cường, trang bị một ghế phóng Martin Baker và kính buồng lái dạng giọt nước cũng được lắp đặt nhằm cải thiện tầm quan sát của phi công. Trong giai đoạn 1950-1955, Meteor F.8 là loại tiêm kích chủ chốt của Bộ chỉ huy tiêm kích RAF, và hoạt động tốt trong Chiến tranh Triều Tiên trong biên chế của RAAF cũng như trong các lực lượng không quân khác trên thế giới, dù thiết kế của nó đã lỗi thời so với các mẫu tiêm kích cánh xuôi hiện đại lúc đó như F-86 Sabre của Mỹ và MiG-15 của Liên Xô.
Những chiếc F.8 đầu tiên được bàn giao cho RAF vào tháng 8-1949, phi đoàn đầu tiên nhận được các máy bay tiêm kích vào cuối năm 1950. Giống như F.4, việc xuất khẩu F.8 cũng được đẩy mạnh. Bỉ đặt mua 240 chiếc, phần lớn trong số này được lắp ráp tại Hà Lan do hãng Fokker thực hiện. Hà Lan có 160 chiếc F.8, trang bị cho 7 phi đoàn đến năm 1955. Đan Mạch có 20 chiếc đặt mua năm 1951; chúng là những chiếc F.8 cuối cùng sẵn sàng chiến đấu ở tiền tuyến tại Châu Âu. RAAF đặt mua 94 chiếc F.8, sau này phục vụ ở Triều Tiên. Dù có lệnh cấm vận, nhưng cả Syria và Ai Cập đều mua được F.8 từ năm 1952, Israel cũng mua F.8 (phục vụ cho đến tận năm 1961). Ngày 1/9/1955, 2 chiếc F.8 của Israel đã bắn rơi 2 chiếc Vampires của Ai Cập, năm 1956 trong Cuộc khủng hoảng Suez, những chiếc F.8 đã được cả Ai Cập và Israel triển khai trong vai trò cường kích. Sau cuộc khủng hoảng, cả Ai Cập và Syria đều bắt đầu loại bỏ Meteor để trang bị các biến thể của loại máy bay tiêm kích MiG của Liên Xô. Brasil đặt mua 60 chiếc Meteor F.8 mới và 10 chiếc T.7 huấn luyện vào tháng 10/1952, số máy bay này được trả bằng 15.000 tấn bông thô.
Trong thập niên 1950, những chiếc Meteor được phát triển thành các phiên bản trinh sát, huấn luyện và tiêm kích đêm hiệu quả. Phiên bản tiêm kích-trinh sát đầu tiên được chế tạo, thay thế cho loại Spitfires và Mosquitos đã cũ. 2 chiếc FR.5 được chế tạo trên khung cơ sở của loại F.4; 1 chiếc được sử dụng để thử nghiệm máy chụp ảnh ở phần mũi và chiếc kia đã vỡ trên không khi đang thử nghiệm ở Moreton Valence. Ngày 23/3/1950, chiếc FR.9 bay lần đầu. Dựa trên khung cơ sở của F.8, nó dài hơn 20 cm và có phần mũi lắp máy ảnh điều khiển từ xa và cửa sổ mới, ngoài ra nó cũng được lắp thêm các thùng nhiên liệu ở cánh và ở bụng. F.9 bắt đầu được sản xuất hàng loạt vào tháng 7/1950. Phi đoàn số 208 đóng quân tại Fayid, Ai Cập là phi đoàn đầu tiên được nâng cấp theo sau Không lực Chiến thuật số 2 tại Tây Đức, Phi đoàn số 2 RAF tại Bückeburg và Phi đoàn số 79 RAF tại RAF Gutersloh trang bị loại FR.9 từ năm 1951 đến 1956. Tại Aden, Phi đoàn số 8 RAF nhận FR.9 vào tháng 11/1958 và sử dụng chúng cho đến năm 1961. Ecuador (12), Israel (7) và Syria (2) là các quốc gia khác sử dụng loại FR.9.
Ngoài biến thể chiến thuật FR.9 vũ trang, tác chiến ở độ cao thấp, Gloster cũng phát triển biến thể PR.10 cho các nhiệm vụ trên độ cao lớn. Nguyên mẫu đầu tiên bay ngày 29/3/1950 và được đưa vào sản xuất sau đó. PR.10 dựa trên F.4, nó có đuôi giống F.4 và cánh dài hơn so với các biến thể đời đầu. Tất cả pháo được bỏ đi và thay vào đó là một máy chụp ảnh ở mũi cùng với 2 máy khác ở phía sau thân; vòm kính buồng lái cũng được thay đổi. PR.10 được giao cho RAF vào tháng 12/1950, nó được trang bị cho các phi đoàn số 2 và 541 tại Đức và Phi đoàn số 13 RAF tại Cộng hòa Síp. PR.10 nhanh chóng bị loại bỏ từ năm 1956 do các hệ thống tên lửa đất đối không đã được cải tiến công nghệ khiến PR.10 trở nên lỗi thời.

### Tiêm kích bay đêm

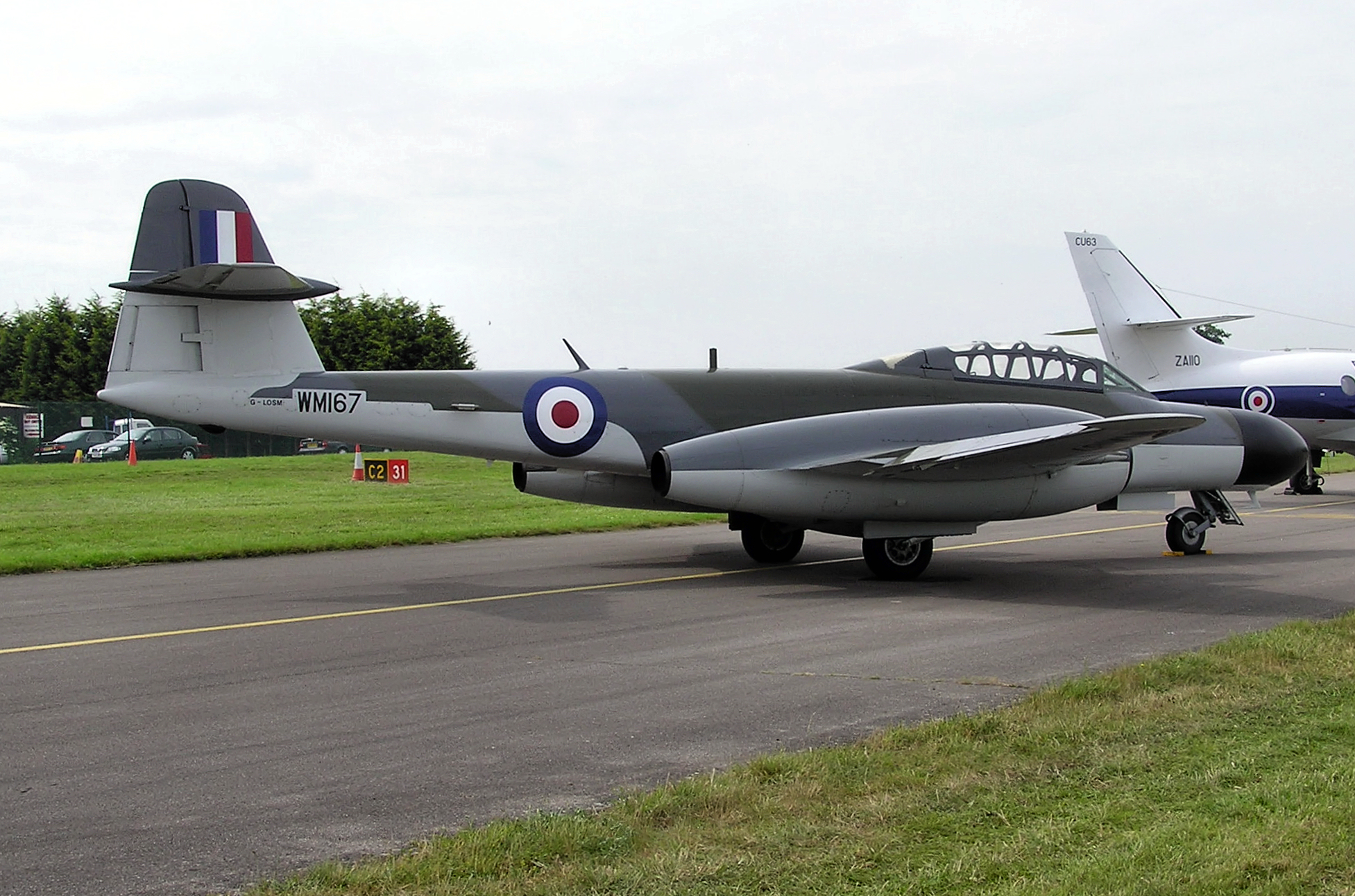
Gloster Meteor NF.11 thuộc một bộ sưu tập cá nhân năm 2005. Chiếc máy bay này được chế tạo bởi Armstrong Whitworth năm 1952 tại nhà máy Baginton (Coventry).

Với vai trò tiêm kích đêm, Meteor một lần nữa lại thay thế cho loại máy bay Mosquito; tuy nhiên, nó chỉ là biện pháp tạm thời. Tiêm kích đêm Mosquito vẫn được sử dụng ngay cả khi nó đã lỗi thời. Gloster đề xuất một thiết kế máy bay tiêm kích bay đêm đáp ứng các tiêu chí kỹ thuật của Bộ không quân cho việc thay thế Mosquito. Dựa trên mẫu máy bay huấn luyện hai chỗ, phi công ở ghế trước và phi công phụ ở ghế sau. Đề xuất này đã được chấp nhận, tuy nhiên, công việc chính lại được chuyển qua Armstrong Whitworth gồm cả thiết kế chi tiết và sản xuất; nguyên mẫu đầu tiên bay ngày 31/5/1950. Dù dựa trên mẫu T.7 huấn luyện, nó sử dụng thân và đuôi của F.8, và đôi cánh dài hơn của F.3. Mũi được mở rộng chứa radar AI (Air Intercept) Mk 10 (Westinghouse SCR-720). Kết quả là pháo 20 mm được chuyển lên cánh, phía ngoài động cơ. Thùng nhiên liệu bỏ được cũng được gắn ở cánh và thân, với những thay đổi như vậy đã hình thành nên biến thể tiêm kích đêm Armstrong Whitworth Meteor NF.11.
Các phi đoàn số 29, 141 và 85 nhận NF.11 vào năm 1951 và nó được triển khai trong RAF cho đến lần bàn giao lô máy bay cuối cùng là vào năm 1955. Một phiên bản nhiệt đới hóa của NF.11 cho Trung Đông cũng được phát triển; bay lần đầu ngày 23/12/1952 với tên gọi NF.13. Phiên bản này trang bị cho phi đoàn số 219 RAF tại Kabrit và phi đoàn số 39 RAF tại Fayid tại Ai Cập. Nó đã hoạt động trong cuộc khủng hoảng kênh đào Suez và giữ lại trong biên chế của phi đoàn 39 khi họ chuyển tới Malta năm 1958. Máy bay có một số vấn đề, đặc biệt là tầm quan sát bị hạn chế do vòm kính buồng lái T.7 nặng khiến việc hạ cánh trở nên khó khăn và các thùng nhiên liệu bổ sung dưới cánh có xu hướng bị vỡ khi các khẩu pháo ở cánh khai hỏa. Tầm bắn của pháo thấp, chỉ khoảng 400 yard do sự uốn cong của cánh khi bay.
Bỉ (24), Đan Mạch (20), Australia (1) và Pháp (41) là các khách hàng mua NF.11. Những chiếc NF.13 cũ của RAF được bán cho Syria (6), Ai Cập (6) và Israel (6). Một chiếc NF.13 của Israel đã thực hiện Chiến dịch Tarnegol, bắn rơi một chiếc Ilyushin Il-14 của Ai Cập chở các sĩ quan cao cấp của quân đội Ai Cập ngay trước khi xảy ra cuộc khủng hoảng kênh đào Suez. Một số máy bay của Pháp còn được giữ lại để thử nghiệm tĩnh cho đến thập kỷ 1980.

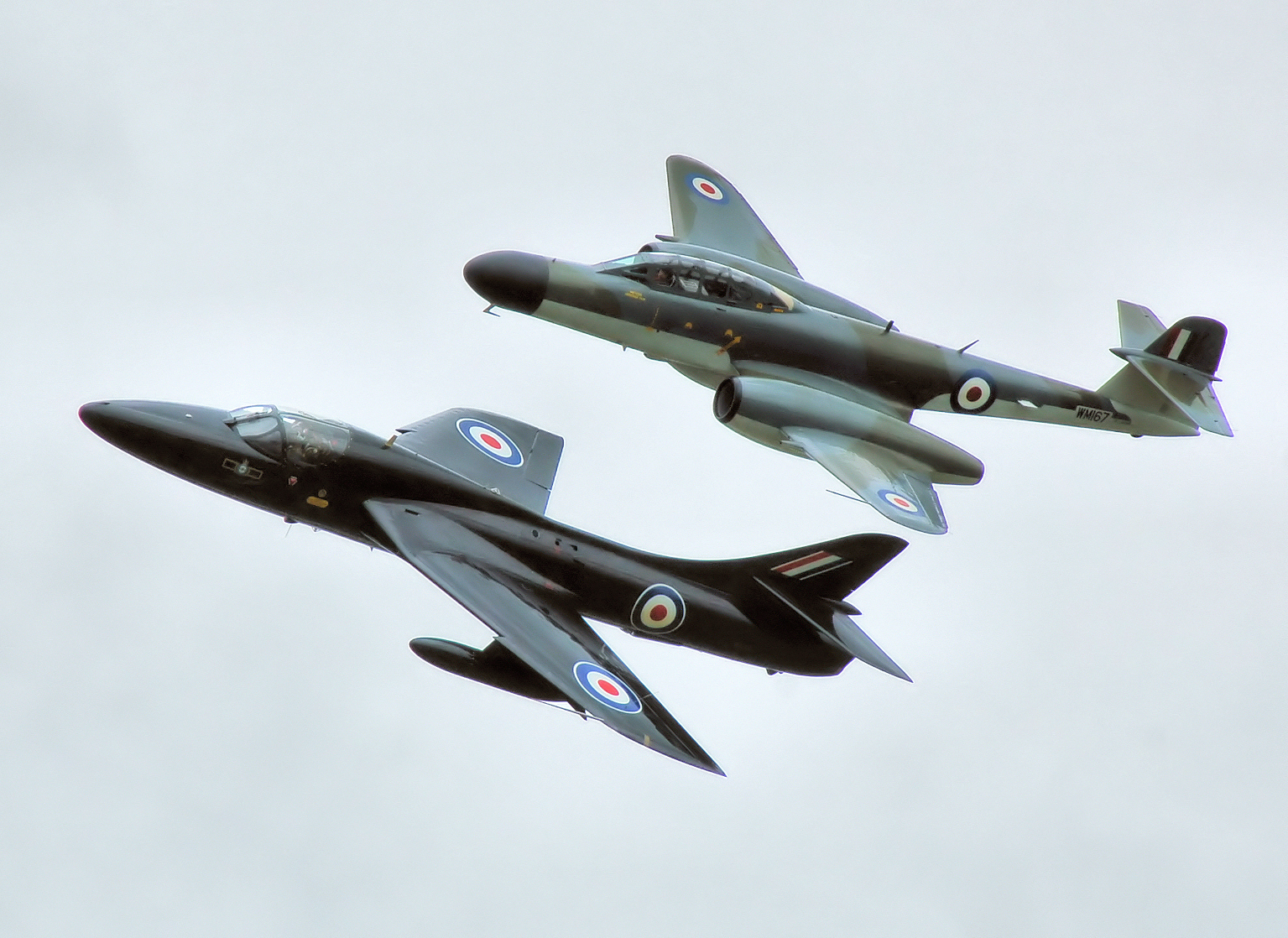
Gloster Meteor NF.11 bay cùng với một chiếc Hawker Hunter T7A tại Triển lãm hàng không Kemble 2009

Với công nghệ radar phát triển, một mẫu tiêm kích đêm Meteor mới đã được phát triển trang bị hệ thống APS-21 cải tiến do Mỹ chế tạo. Phiên bản này có tên gọi NF.12, bay lần đầu ngày 21/4/1953. Nó giống với NF.11 nhưng có mũi dài hơn 17 inch (43.2 cm); cánh đuôi thăng bằng lớn hơn giúp máy ổn định hơn, chống lại phản ứng của khung với việc quét "wig-wag" của radar, việc quét này gây ảnh hưởng tới việc ngắm bắn, một động cơ để chống lại sự nặng nề hoạt động trên bánh lái được gắn lên giữa ở rìa trước của cánh thăng bằng. NF.12 cũng có động cơ Rolls-Royce Derwent 9 mới và cánh được gia cố để mang động cơ mới. NF.12 bắt đầu được giao cho quân đội vào năm 1953, trang bị cho các phi đoàn vào đầu năm 1954,, gồm 7 phi đoàn (85, 25, 152, 46, 72, 153 và 64); máy bay được loại bỏ trong giai đoạn 1958-59. Do tính chất nhạy cảm của hệ thống radar, không có chiếc NF.12 nào được xuất khẩu.
Phiên bản tiêm kích đêm Meteor cuối cùng có tên là NF.14. Bay lần đầu ngày 23/10/1953, NF.14 được thiết kế dựa trên NF.12 nhưng có mũi dài hơn 17 inch để chứa thêm trang thiết bị mới, tăng tổng chiều dài máy bay lên 51 ft 4 in (15.65 m) và vòm kính buồng lái dạng nổi bọt lớn thay thế cho kiểu vòm kính khung ở phiên bản T.7. Chỉ có 100 chiếc NF.14 được chế tạo; chúng được trang bị vào tháng 2/1954 tại phi đoàn số 25 và được thay thế nhanh chóng sau đó bởi loại Gloster Javelin vào năm 1956. Trong các đơn vị đóng quân ở nước ngoài, chúng phục vụ lâu hơn, như tại phi đoàn số 60 đóng quân ở Tengah, Singapore tới năm 1961. Do NF.14 được thay thế, 14 chiếc khác được chuyển đổi thành máy bay huấn luyện với tên gọi NF(T).14 và được trang bị cho Trường huấn luyện không quân số 2 tại Thorney Island, tại đây chúng phục vụ cho đến năm 1965.

### Phục vụ trong Chiến tranh Triều Tiên

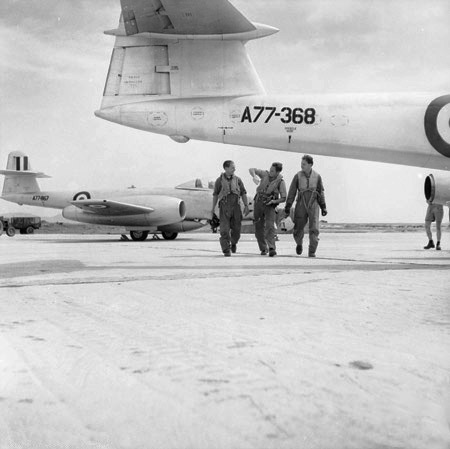
Các phi công và máy bay Meteor thuộc Phi đoàn số 77 RAF tại Triều Tiên

Không quân Hoàng gia Austrailia mua 113 chiếc Meteor trong giai đoạn 1946 và 1952, trong đó có 94 chiếc là biến thể F.8. Những chiếc Meteor F.8 đã tham chiến rộng rãi trong Chiến tranh Triều Tiên thuộc Phi đoàn số 77 RAAF, một đơn vị thuộc Các lực lượng Liên hiệp Anh tại Triều Tiên, và cũng có không quân các quốc gia khác thuộc Liên hiệp Anh trang bị loại này. Phi đoàn đến Hàn Quốc trang bị P-51D Mustang. Họ được huấn luyện chuyển loại máy bay tại Iwakuni, Nhật Bản, và trở lại Hàn Quốc vào tháng 4/1951 với khoảng 30 chiếc Meteor F.8 và T.7. Phi đoàn chuyển tới Kimpo vào tháng 6, và sẵn sàng chiến đấu vào tháng 7 cùng năm. Cố một số sự e sợ, vì F.8 rõ ràng kém về nhiều mặt so với MiG-15, và F.8 chỉ nhỉnh hơn North American F-86 Sabre ở vận tốc leo cao và gia tốc.
Phi đoàn 77 sử dụng những chiếc Meteor trong nhiệm vụ chiến đấu vào ngày 30/7/1951. Phi đoàn chủ yếu được huấn luyện trong vài trò cường kích, và đã gặp nhiều khó khăn khi được giao nhiệm vụ hộ tống các máy bay ném bom ở độ cao trung bình. Ngày 29/8/1951, 8 chiếc Meteor đã tham gia nhiệm vụ hộ tống trong "Thung lũng MiG" và chạm trán với 6 chiếc MiG-15; 1 chiếc Meteor bị rơi và 2 chiếc bị hư hại, họ không bắn rơi được chiếc MiG nào. Ngày 27/10, phi đoàn tiếp tục tham chiến và 2 lần nữa vào 6 ngày sau đó. Ngày 1/12, trong một cuộc chạm trán giữa 12 chiếc Meteor và 40 chiếc MiG-15, phi đoàn này đã bắn hạ những chiếc MiG-15 đầu tiên: Trung úy không quân Bruce Gogerly đã bắn hạ 1 chiếc MiG-15. Tuy nhiên, họ lại mất tới 4 chiếc Meteor. Kết quả là, các phi vụ hộ tống máy bay ném bom được chuyển sang cho không quân Hoa Kỳ và phi đoàn 77 trở về với các nhiệm vụ cường kích. Meteor hoạt động tốt trong vài trò cường kích, nhưng dễ bị hỏa lực mặt đất bắn trúng.
Đến cuối cuộc chiến tranh, phi đoàn đã thực hiện 4.836 nhiệm vụ, bắn rơi 6 chiếc MiG-15, trên 3500 công trình và khoảng 1500 phương tiện cơ giới. Nhưng họ cũng mất 30 chiếc Meteor, phần lớn là do bị pháo phòng không bắn rơi khi đang thực hiện nhiệm vụ cường kích.

### Thiết lập các kỷ lục

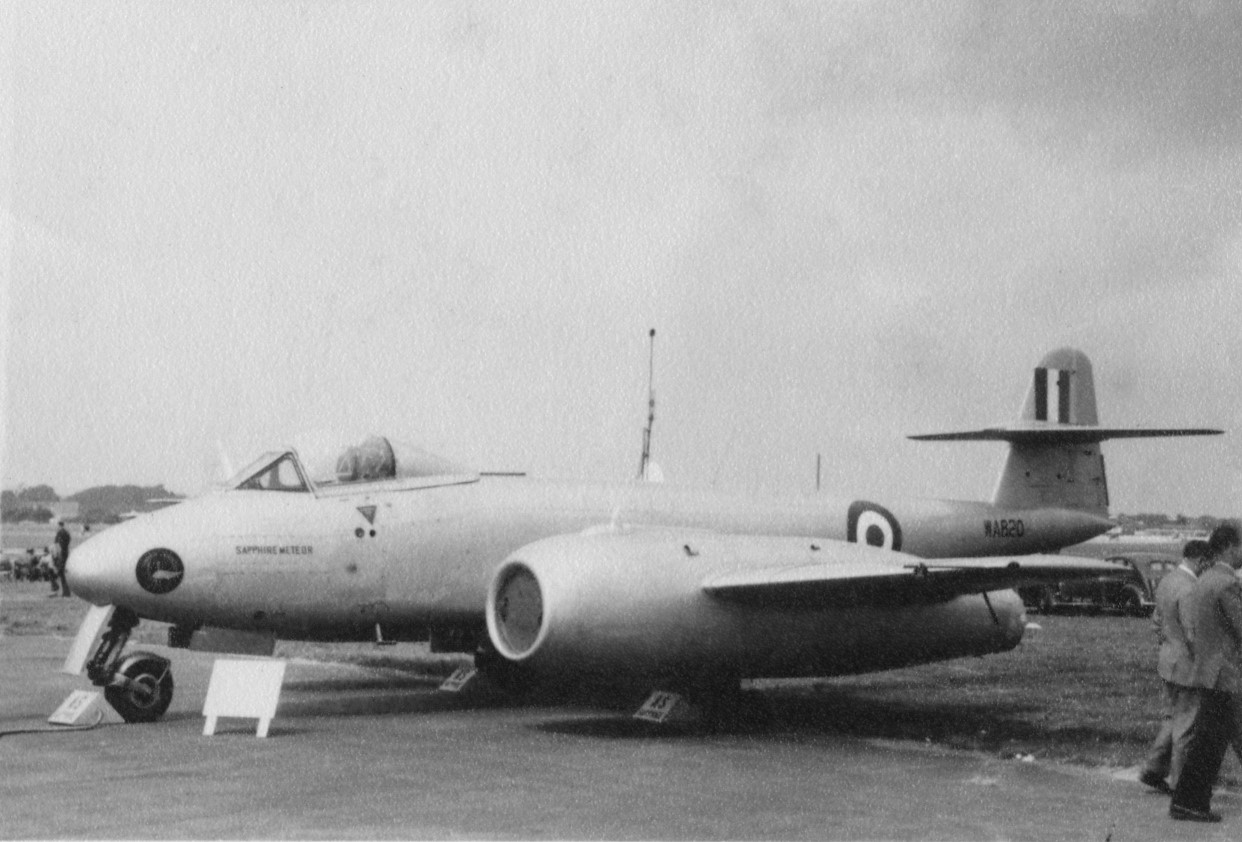
Một chiếc Sapphire Meteor WA820 được trưng bày tại Triển lãm hàng không Farnborough năm 1951

Cuối năm 1945, 2 chiếc Meteor F.3 đã được sửa đổi để cố gắng đạt được kỷ lực tốc độ bay nhanh nhất thế giới. Ngày 7/11/1945 tại Herne Bay, Kent, Vương quốc Anh, đại tá không quân H.J. (Willy) Wilson đã thiết lập kỷ lục tốc độ đầu tiên bằng máy bay phản lực, với tốc độ 606 mph (975 km/h). Một tấm bảng kỷ niệm nhỏ về sự kiện này đã được làm tại Macari's Cafe, Herne Bay.
Năm 1946, đại tá không quân Edward "Teddy" Donaldson đã phá vỡ kỷ lục bay nhanh trên bằng kỷ lục 616 mph (991 km/h) trên một chiếc Meteor F.4 EE549. Phi công thử nghiệm Roland Beamont trước đó đã thử bay với vận tốc 632 mph (1.017 km/h) trên cùng loại máy bay, nhưng không theo các điều kiện của tổ chức kỷ lục, và phá vỡ các giới hạn về an toàn của chính quyền.
Năm 1947, Janusz Żurakowski đã thiết lập một kỷ lục tốc độ quốc tế: trên chặng đường bay London-Copenhagen-London, vào ngày 4-5/4/1950 trên 1 chiếc F.8 tiêu chuẩn (VZ468).
Một khả năng nổi tiếng khác của Meteor là khả năng thực hiện động tác nhào lộn "Bánh xe Żurabatic", động tác này được đặt theo tên của phi công thử nghiệm chính của Gloster, động tác này được thực hiện lần đầu trên một nguyên mẫu Gloster Meteor G-7-1 tại Triển lãm hàng không Farnborough 1951.
Ngày 7/8/1949, chiếc Meteor III EE397, của RAF cho mượn và được điều khiển bởi phi công thử nghiệm của Flight Refuelling Ltd là Patrick Hornidge, diễn ra tại Tarrant Rushton, đã tiếp dầu trên không 10 lần từ một chiếc Lancaster và bay liên tục trong 12 giờ 3 phút, nạp 2.352 gallon nhiên liệu và bay một quãng đường dài 3,600 dặm (5,800 km), thiết lập một kỷ lục thế giới về thời gian bay.
Một chiếc Meteor F.8 WA820 đã được sửa đổi vào năm 1948 để trang bị 2 động cơ phản lực Armstrong Siddeley Sapphire, cất cánh từ Moreton Valence ngày 31/8/1951 và thiết lập một kỷ lục về độ cao. Phi công điều khiển là trung úy Tom Prickett của hãng Armstrong Siddeley. Độ cao máy bay đạt được là 9.843 ft trong 1 phút 16 giây; 19.685 ft trong 1 phút 50 giây; 29.500 ft trong 2 phút 29 giây; và 39.370 ft trong 3 phút 7 giây. Công ty TNHH dịch vụ huấn luyện hàng không chịu trách nhiệm trong việc chuyển đổi máy bay.
Meteor được sản xuất cho đến tận năm 1954 với gần 3.900 chiếc được chế tạo, chủ yếu là biến thể F.8. Sau này chúng chủ yếu được chế tạo làm các nhiệm vụ như mục tiêu bay, máy bay không người lái và các máy bay thử nghiệm chuyên dụng.

## Kém an toàn
Tổng cộng có 890 chiếc Meteor của RAF bị mất (145 chiếc bị rơi chỉ trong năm 1953), giết chết 450 phi công.
Các yếu tố góp phần khiến cho số tai nạn cao như vậy là do máy bay tiêu thụ nhiên liệu nhiều, do đó thời gian bay ngắn (ít hơn 1 giờ), điều này khiến máy bay hết nhiên liệu nhanh, làm phi công xử lý khó khăn. Tỷ lệ tai nạn cao còn do thiếu ghế phóng trên các phiên bản ngoại trừ phiên bản F.8, đặc biệt trong phiên bản huấn luyện T.7 và tiêm kích F.4.

## Các biến thể

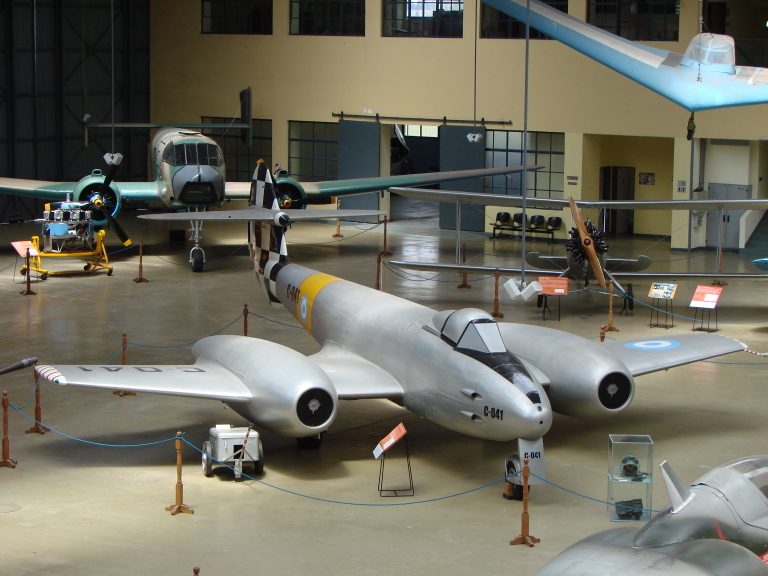
F.4, thuộc Không quân Argentina.

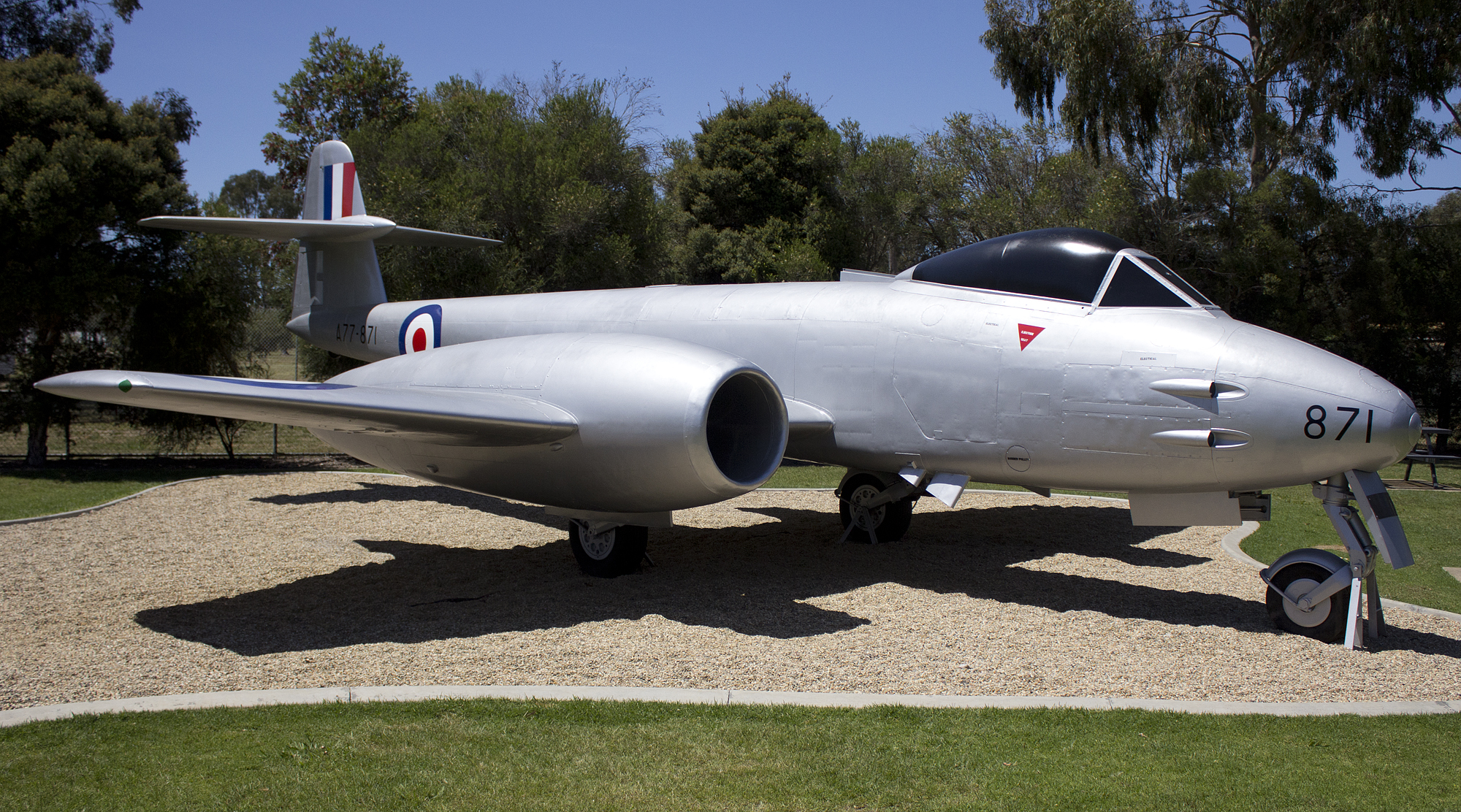
A77-871 (WK791) F.8, thuộc Không quân Hoàng gia Australia

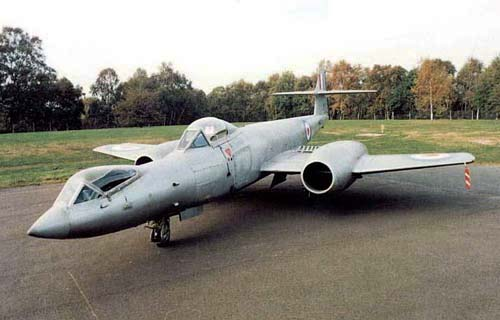
Mẫu F.8 phi công lái nằm sấp thử nghiệm duy nhất.

Gloster F.9/40
Nguyên mẫu, chế tạo 8 chiếc -
- DG202/G lắp động cơ phản lực Rover W2B, bay lần đầu 24/7/1943.
- DG203/G lắp động cơ phản lực Power Jets W2/500, bay lần đầu 9/11/1943.
- DG204/G lắp động cơ phản lực Metrovik F2, không như những chiếc F.9/40 khác, động cơ của chiếc này được đặt dưới cánh, bay lần đầu 13/11/1943.
- DG205/G lắp động cơ phản lực Rover W2B/23, bay lần đầu 12/6/1943.
- DG206/G lắp động cơ phản lực Halford H1, bay lần đầu 5/3/1943.
- DG207/G lắp động cơ phản lực Halford H1, bay lần đầu 24/7/1945, trở thành nguyên mẫu của biến thể F.2.
- DG208/G lắp động cơ phản lực Rover W2B/23, bay lần đầu 20/1/1944.
- DG209/G lắp động cơ phản lực Rover W2B/27, bay lần đầu 18/4/1944.

Meteor F.1
Phiên bản đầu tiên được sản xuất hàng loạt trong giai đoạn 1943-1944, chế tạo 20 chiếc.
Meteor F.1, động cơ tuabin cánh quạtTrent
Một chiếc F.1 dùng cho thử nghiệm động cơ, chế tạo năm 1945, mã định danh EE227, được trang bị động cơ tuabin cánh quạt Rolls-Royce Trent, đây là chiếc máy bay động cơ tuabin cánh quạt đầu tiên trên thế giới.
Meteor F.2
Phiên bản trang bị động cơ khác – 1 chiếc.
Meteor F.3
Trang bị động cơ Derwent I, nắp buồng lái trượt, bay lần đầu 11/9/1944, 210 chiếc (15 chiếc đầu lắp động cơ Welland)
Meteor F.4
Trang bị động cơ Derwent 5, khung thân gia cố, 489 chiếc được chế tạo bởi Glosters và 46 chiếc bởi Armstrong Whitworth cho Không quân Hoàng gia. F.4 cũng được xuất khẩu tới Argentina (50 chiếc), Bỉ (48 chiếc), Đan Mạch (20 chiếc), Ai Cập (12 chiếc), Hà Lan (38 chiếc).
Meteor FR.5
Phiên bản trinh sát-tiêm kích của F.4, lắp máy ảnh ở mũi thay cho 4 khẩu pháo và máy ảnh ở thân, bị phá hủy trong khi bay lần đầu ngày 15/6/1949.
Meteor F.6
Biến thể đề xuất cánh xuôi cho F.4, không được chế tạo.
Meteor T.7
Biến thể huấn luyện 2 chỗ của F.4, bay lần đầu 19/3/1948, 640 chiếc được chế tạo cho không quân và hải quân hoàng gia (43) và 72 chiếc cho xuất khẩu (Bỉ, Brazil, Đan Mạch, Ai Cập, Pháp, Israel, Hà Lan). Avions Fairey đã hóa cải 20 F.4 của không quân Bỉ lên tiêu chuẩn T.7.
Meteor F.8
Phiên bản cải tiến hoàn toàn từ F.4, thân dài hơn, chứa được nhiều nhiên liệu hơn, có ghế phóng cho phi công, đuôi được sửa lại (đuôi lấy từ E.1/44). Biến thể này là một trong những mẫu tiêm kích tiền tuyến chủ lực trong các phi đội RAF trong giai đoạn 1950-54.
Meteor F.8 Prone Pilot
Một phiên bản thử nghiệm kiểu F.8 phi công lái nằm sấp F.8, WK935 được sửa đổi bởi Armstrong Whitworth.
Meteor FR.9
Phiên bản tiêm kích và trinh sát của F.8, bay lần đầu 23/3/1950, 126 chiếc được Glosters chế tạo cho Không quân Hoàng gia. Các máy bay cũ hơn RAF sau này được bán cho Ecuador, Israel và Syria.
Meteor PR.10
Phiên bản trinh sát chụp ảnh của F.8, bay lần đầu 29/3/1950, 59 chiếc được chế tạo cho Không quân Hoàng gia.
Meteor NF.11
Biến thể tiêm kích bay đêm với radar Airborne Intercept và do Armstrong Whitworth chế tạo, 3 nguyên mẫu và 311 chiếc được chế tạo cho Không quân Hoàng gia và 20 chiếc cho Không quân Hoàng gia Đan Mạch.
Meteor NF.12
Phiên bản với mũi dài hơn bắt nguồn từ NF.11 trang bị radar AN/APS-21 của Mỹ, bay lần đầu 21/4/1953, 100 chiếc do Armstrong Whitworth chế tạo.
Meteor NF.13
Phiên bản nhiệt đới của NF.11 để thay thế Mosquito NF.36 đang phục vụ trong Phi đội số 39 ở Malta và Cyprus và Phi đội số 219 ở Ai Cập. 40 chiếc đầu do Armstrong Whitworth chế tạo, bay lần đầu 21/12/1952. Sau này chúng được bán cho Ai Cập (6), Pháp (2), Israel (6) và Syria (6).
Meteor NF.14
NF.11 trang bị nắp kính buồng lái kiểu mới. Có mũi dài hơn 51 ft 4 in. Nguyên mẫu được sửa đổi từ một chiếc NF.11, bay lần đầu 23/10/1953. Có 100 chiếc được Armstrong Whitworth chế tạo cho Không quân Hoàng gia.
Meteor U.15
Bia bay, được chuyển đổi từ F.4, 92 chiếc được Flight Refuelling chuyển đổi.
Meteor U.16
Bia bay được chuyển đổi từ F.8, 108 chiếc được Flight Refuelling chuyển đổi.
Meteor TT.20
Mục tiêu giả tốc độ cao được chuyển đổi từ NF.11 cho Hải quân Hoàng gia, 20 chiếc NF.11 cũ của không quân được Armstrong Whitworth chuyển đổi.
Meteor U.21
Bia bay chuyển đổi từ F.8 cho Không quân Hoàng gia Australia bởi hãng Flight Refuelling, một số máy bay được chuyển đổi tại Australia bởi hãng Fairey Aviation của Australia sử dụng bộ chuyển đổi do Flight Refueling cung cấp.
Tiêm kích tấn công mặt đất
Còn được gọi là Reaper, đây là một phiên bản F.8 được sửa đổi bởi hãng Gloster như một dự án tiêm kích tấn công mặt đất mạo hiểm riêng của hãng. Bay lần đầu 4/9/1950, chỉ có 1 chiếc được chế tạo.

## Quốc gia sử dụng

### Quân đội
Argentina
- Không quân Argentina mua 50 chiếc F.4 vào tháng 5/1947, gồm 50 chiếc cũ của RAF và 50 chiếc mới.[35] Việc chuyển giao bắt đầu vào tháng 7 cùng năm,[36] Meteor tiếp tục phục vụ cho đến năm 1970, chúng bị thay thế bởi loại Dassault Mirage IIIs.[37]

 Úc
- Không quân Hoàng gia Australia sử dụng 104 chiếc trong giai đoạn 1946 -1947 và 1951-1963.
  - Phi đội số 22 RAAF
  - Phi đội số 23 RAAF
  - Phi đội số 75 RAAF
  - Phi đội số 77 RAAF

 Bỉ
- Không quân Bỉ mua 40 chiếc F.4, 43 chiếc T.7, 240 chiếc F.8 và 24 chiếc NF.11.

 Biafra
- Không quân Biafran mua 2 chiếc Meteor NF 14 thông qua một công ty bình phong. 1 chiếc rơi trong khi tuần tra giữa Madeira và Cape Verde, chiếc còn lại bị bỏ ở Bissau, Portuguese Guinea.[38]

 Brasil
- Không quân Brazil mua 62 chiếc F.8 và TF.7.
- 2°/1°GAvCa
- 1°/1°GAvCa
- 1°/14°GAv

 Canada
- Không quân Hoàng gia Canada – từ 1945 tới 1950, 1 chiếc Meteor III và 1 chiếc Meteor T.7 được sử dụng để thử nghiệm và đánh giá bởi RCAF.

 Đan Mạch
- Không quân Hoàng gia Đan Mạch

 Ecuador
- Không quân Ecuador

 Egypt
- Không quân Hoàng gia Ai Cập

 Pháp
- Không quân Pháp

 West Germany
- Luftwaffe – Meteor TT.20.

 Israel
- Không quân Israel

 Hà Lan
- Không quân Hoàng gia Hà Lan
- Không quân Hải quân Hà Lan

 New Zealand
- Không quân Hoàng gia Royal New Zealand
  - Phi đội số 14 RNZAF sử dụng 2 chiếc Meteor T.7 thuê từ RAF.

 South Africa
- Không quân Nam Phi – Meteor F.3, trang bị giai đoạn 1946-1949.

 Thụy Điển
- Không quân Thụy Điển

 Syria
- Không quân Syria

 Anh Quốc
- Không quân Hoàng gia[39][40]

| - - Phi đội số 1 RAF - Phi đội số 2 RAF - Phi đội số 5 RAF - Phi đội số 8 RAF - Phi đội số 11 RAF - Phi đội số 13 RAF - Phi đội số 19 RAF - Phi đội số 25 RAF - Phi đội số 29 RAF - Phi đội số 33 RAF - Phi đội số 34 RAF - Phi đội số 39 RAF - Phi đội số 41 RAF - Phi đội số 43 RAF - Phi đội số 46 RAF - Phi đội số 54 RAF | - - Phi đội số 56 RAF - Phi đội số 60 RAF - Phi đội số 63 RAF - Phi đội số 64 RAF - Phi đội số 65 RAF - Phi đội số 66 RAF - Phi đội số 68 RAF - Phi đội số 72 RAF - Phi đội số 74 RAF - Phi đội số 79 RAF - Phi đội số 81 RAF - Phi đội số 85 RAF - Phi đội số 87 RAF - Phi đội số 91 RAF - Phi đội số 92 RAF - Phi đội số 96 RAF | - - Phi đội số 111 RAF - Phi đội số 124 RAF - Phi đội số 125 RAF - Phi đội số 141 RAF - Phi đội số 151 RAF - Phi đội số 152 RAF - Phi đội số 153 RAF - Phi đội số 208 RAF - Phi đội số 219 RAF - Phi đội số 222 RAF - Phi đội số 234 RAF - Phi đội số 245 RAF - Phi đội số 247 RAF - Phi đội số 256 RAF - Phi đội số 257 RAF | - - Phi đội số 263 RAF - Phi đội số 264 RAF - Phi đội số 266 RAF - Phi đội số 500 RAF - Phi đội số 504 RAF - Phi đội số 527 RAF - Phi đội số 541 RAF - Phi đội số 600 RAF - Phi đội số 601 RAF - Phi đội số 604 RAF - Phi đội số 609 RAF - Phi đội số 610 RAF - Phi đội số 611 RAF - Phi đội số 615 RAF - Phi đội số 616 RAF |

- Không quân Hải quân Hoàng gia[41]

| - - Phi đội không quân hải quân 700 - Phi đội không quân hải quân 702 - Phi đội không quân hải quân 703 | - - Phi đội không quân hải quân 728 - Phi đội không quân hải quân 736 - Phi đội không quân hải quân 759 | - - Phi đội không quân hải quân 764 - Phi đội không quân hải quân 767 - Phi đội không quân hải quân 771 | - - Phi đội không quân hải quân 781 - Phi đội không quân hải quân 806 - Phi đội không quân hải quân 813 |

 United States
- Không quân Lục quân Hoa Kỳ thử nghiệm 1 chiếc và chiếc máy bay này quay trở lại Anh sau khi thử nghiệm xong.

### Dân sự
Anh Quốc
- DERA Llanbedr
- Công ty máy bay Martin-Baker
- Flight Refuelling Ltd (FRL) cho mượn Meteor III EE397 để thử nghiệm tiếp nhiên liệu trên không. Chiếc máy bay này đã thiết lập kỷ lục máy bay phản lực bay lâu nhất thế giới trong 12 giờ và 3 phút vào ngày 7/8/1949.

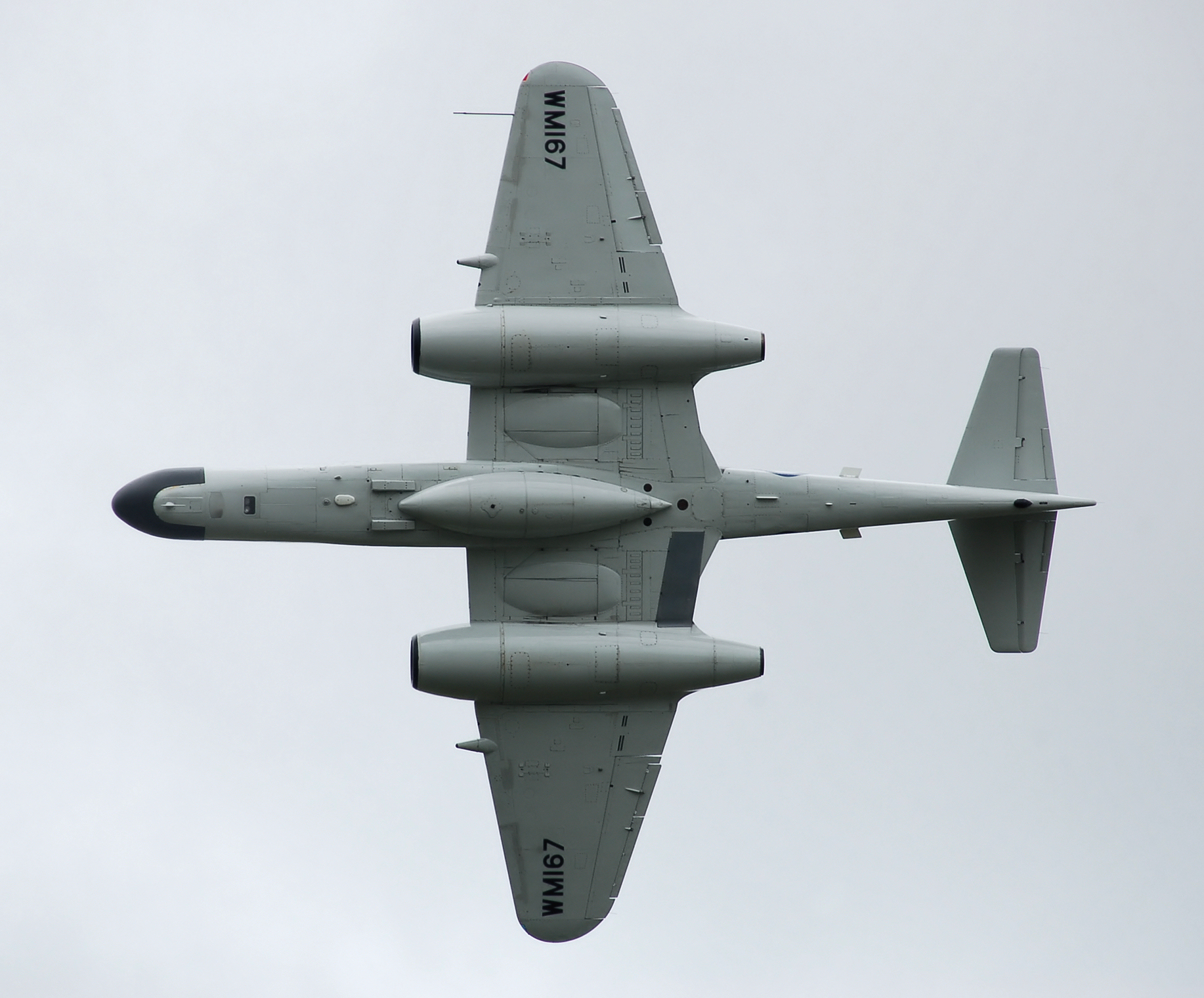
Một chiếc Meteor NF11 được bảo quản trưng bày tại Kemble, Anh, năm 2009

## Những chiếc còn sót lại
Dù rất nhiều chiếc Meteor còn sót lại trong các bảo tàng, bộ sư tập và tại các nơi công cộng, chỉ 4 chiếc vẫn còn bay được. 3 trong số đó ở Anh, gồm 2 chiếc Meteor T.7/F.8 Hybrid, được hãng Martin-Baker sử dụng như các máy bay thử nghiệm ghế phóng với tên mã "WA638" & "WL419" và một chiếc NF.11 G-LOSM thuộc tư nhân. Một chiếc F.8 cũ của RAF tại Australia tại Bảo tàng hàng không Temora mang ký hiệu của Không quân hoàng gia Australia 'A77-851'.
Khung máy bay thứ 5, một chiếc T.7 WA591 đang được phục hồi để bay trở lại bởi hãng Meteor Flight có trụ sở ở Anh tại Sân bay Cotswold (Kemble).

## Tính năng kỹ-chiến thuật (Meteor F.8)

### Đặc điểm riêng
- Tổ lái: 1
- Chiều dài: 44 ft 7 in (13,59 m)
- Sải cánh: 37 ft 2 in (11,32 m)
- Chiều cao: 13 ft 0 in (3,96 m)
- Diện tích cánh: 350 ft² (32,52 m²)
- Trọng lượng rỗng: 10.684 lb (4.846 kg)
- Trọng lượng đầy tải: 15.700 lb (7.121 kg)
- Động cơ: 2 động cơ phản lực Rolls-Royce Derwent 8, 3.500 lbf (15,6 kN) mỗi chiếc

### Hiệu suất bay
- Vận tốc cực đại: 600 mph (522 knot, 965 km/h, Mach 0.82) trên cao 10.000 ft (3.050 m)
- Tầm bay: 600 dặm (522 hải lý, 965 km)
- Trần bay: 43.000 ft (13.100 m)
- Vận tốc lên cao: 7.000 ft/phút (35,6 m/s)
- Lực nâng của cánh: 44.9 lb/ft² (149 kg/m²)
- Lực đẩy/trọng lượng: 0.45

### Vũ khí
- 4 pháo British Hispano 20 mm
- Rocket

### Máy bay có tính năng tương đương
- Alekseyev I-21
- de Havilland Vampire
- Lockheed P-80 Shooting Star
- Messerschmitt Me 262
- Nakajima J9Y

### Danh sách khác
- Danh sách máy bay trong Chiến tranh Thế giới II
- Danh sách máy bay phản lực trong Chiến tranh Thế giới II
- Danh sách máy bay tiêm kích